# Coșula
Coșula est une commune roumaine située dans le județ de Botoșani.